# St Aubyn Baronets
Als St Aubyn Baronetcies bezeichnet man zwei erbliche britische Adelstitel (Baronetcies), die an Personen mit dem Familiennamen St Aubyn verliehen wurden. Hiervon gehört eine zur Baronetage of England und eine zur Baronetage of the United Kingdom.

## Verleihungen
Am 11. Dezember 1671 wurde in der Baronetage of England der Titel Baronet, of Clowance in the County of Cornwall, wurde  für John St Aubyn geschaffen, der 1679 bis 1681 Abgeordneter im House of Commons war. Er war der Sohn und Erbe von Colonel John St Aubyn (1613–1684), Gutsherr von Clowance bei Crowan in Cornwall, der 1659 auch die Insel und das Schloss St Michael’s Mount als Familiensitz erworben hatte, nachdem er im Rahmen des Englischen Bürgerkriegs bereits 1647 dortiger Gouverneur geworden war. Seine Nachkommenlinie setzte sich über vier weitere Baronets fort, die alle ebenfalls zeitweise Mitglied des House of Commons waren. Der Titel erlosch am 10. August 1839, als sein Ururenkel, der 5. Baronet, ohne legitime männliche Nachkommen starb.
Der 5. Baronet erster Verleihung hinterließ aber mehrere illegitime Söhne, darunter Edward St Aubyn. Nachdem dieser den Familiensitz St Michael’s Mount geerbt hatte, wurde ihm am 31. Juli 1866 in der Baronetage of the United Kingdom der Titel Baronet, of St Michael’s Mount in the County of Cornwall, neu verliehen. Dessen Sohn, der 2. Baronet dieser Verleihung, wurde am 4. Juli 1887 als Baron St Levan zum erblichen Peer erhoben. Die Baronetcy ist seither ein nachgeordneter Titel des jeweiligen Barons. Die Barone St Levan bewohnen den St Michael’s Mount bis heute.

## Liste der St Aubyn Baronets

Wappen der St Aubyn Baronets of Clowance

### St Aubyn Baronets, of Clowance (1671)
- Sir John St Aubyn, 1. Baronet (1645–1687)
- Sir John St Aubyn, 2. Baronet (1670–1714)
- Sir John St Aubyn, 3. Baronet (1696–1744)
- Sir John St Aubyn, 4. Baronet (1726–1772)
- Sir John St Aubyn, 5. Baronet (1758–1839)

Wappen der St Aubyn Baronets of St Michael’s Mount

### St Aubyn Baronets, of St Michael’s Mount (1866)
- Sir Edward St Aubyn, 1. Baronet (1799–1872)
- John St Aubyn, 1. Baron St Levan, 2. Baronet (1829–1908)
- John St Aubyn, 2. Baron St Levan, 3. Baronet (1857–1940)
- Francis St Aubyn, 3. Baron St Levan, 4. Baronet (1895–1978)
- John St Aubyn, 4. Baron St Levan, 5. Baronet (1919–2013)
- James St Aubyn, 5. Baron St Levan, 6. Baronet (* 1950)

Titelerbe (Heir Apparent) ist der Sohn des jetzigen Titelinhabers, Hugh James St. Aubyn (* 1983).